# Henryk Błaszczyk

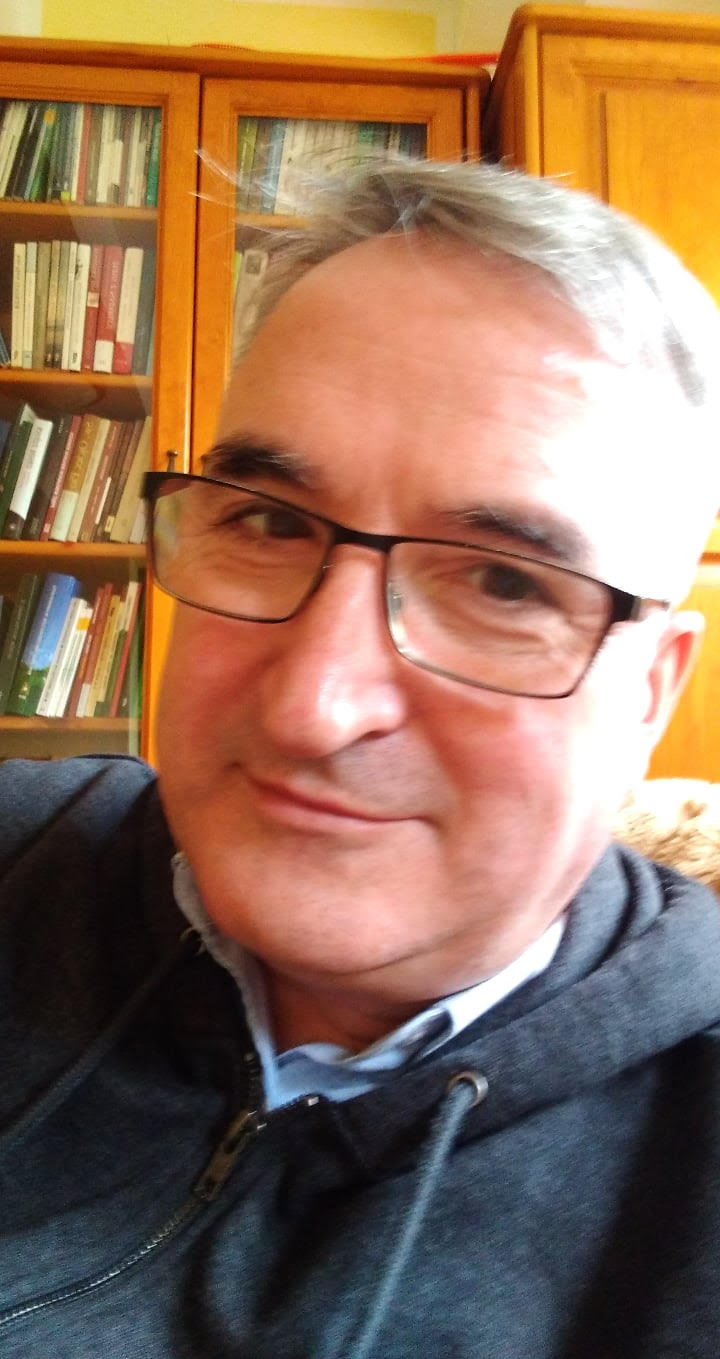
ks. Błaszczyk w bibliotece (2021)

Henryk Piotr Błaszczyk (ur. 18 stycznia 1966 w Turku) – polski duchowny katolicki, harcerz i działacz społeczny, prezbiter archidiecezji warmińskiej.

## Życiorys
Trzeci syn Czesławy i Mieczysława. W 1987 złożył egzamin dojrzałości w Technikum Technologii Żywności we Wrześni. Po maturze pracował w Domu Opieki dla księży misjonarzy Zakonu Oblatów w Grotnikach, następnie przebywał na Świętym Krzyżu. Obronił magisterium z teologii na Katolickim Uniwersytecie Lubelskim w 1995. W latach 2006–2009 był uczestnikiem studiów doktoranckich, podczas których uzyskał stopień naukowy licencjata teologii na Uniwersytecie Warmińsko-Mazurskim w 2008. Ukończył studia podyplomowe z zakresu zabytkoznawstwa i konserwatorstwa sztuki kościelnej na Uniwersytecie Mikołaja Kopernika w 2001, był słuchaczem studiów podyplomowych z zakresu interwencji kryzysowej i psychotraumatologii w Szkole Wyższej Psychologii Społecznej.

## Harcerstwo
Jest harcmistrzem i Harcerzem Rzeczypospolitej ZHR, był podopiecznym hm. RP Tomasza Strzembosza. Przyrzeczenie harcerskie złożył w 1978 roku w Kudowie-Zdroju, w ZHP. Był drużynowym 1 Olsztyńskiej Drużyny Harcerzy „Czarna Jedynka”. 15 sierpnia 1992 mianowany został szefem Referatu Wychowania Religijnego Głównej Kwatery Harcerzy ZHR, a 12 grudnia 1995 roku Kapelanem Zespołu Głównej Kwatery Harcerzy ZHR. W 2013 zainicjował zawiązanie olsztyńskiego środowiska SHK-Zawisza FSE.

## Duszpasterstwo
W latach 1989–1995 był alumnem Wyższego Seminarium Duchownego Hosianum w Olsztynie. W 1995–1997 był wikariuszem w Parafii Chrystusa Odkupiciela Człowieka w Olsztynie. W 1997–2000 był kapelanem 14 pułku ochrony Nadwiślańskich Jednostek Wojskowych w Olsztynie. W 1999 roku był duszpasterzem Ośrodka Centrum Usług Wspólnych Kancelarii Prezesa Rady Ministrów w Łańsku. W latach 1999–2017 proboszcz Parafii Znalezienia Krzyża Świętego i Narodzenia Najświętszej Maryi Panny w Klebarku Wielkim. Decyzją Rady Suwerennej z dnia 6 grudnia 2001 roku został przyjęty do Zakonu Maltańskiego jako Kapelan Magistralny. Rektor Kapelanatu Związku Polskich Kawalerów Maltańskich (Delegatura Warmińska). Kustosz Sanktuarium Krzyża Świętego w Klebarku Wielkim. Kapelan Wojewódzkiej Stacji Pogotowia Ratunkowego w Olsztynie, Ochotniczych Hufców Pracy w Olsztynie oraz Oddziału Warmińsko-Mazurskiego Polskiego Stowarzyszenia Diabetyków. Odznaczony przez Stolicę Apostolską godnością Kapelana Honorowego Jego Świątobliwości 11 sierpnia 2004 roku, co wiąże się z prawem używania tytułu prałata.
Za działalność charytatywną i pastoralną pośród Ormian katolików, za zgodą arcybiskupa metropolity warmińskiego, podniesiony został do godności archimandryty Kościoła ormiańskokatolickiego. Uroczystość nadania godności odbyła się 21 sierpnia 2014 roku w Erywaniu z posługi i woli arcybiskupa dra Rafaela Minnasiana.
W dniu 14 września 2017 roku arcybiskup metropolita warmiński przyjął rezygnację księdza Henryka Błaszczyka z urzędu proboszcza w Klebarku Wielkim. W związku z potrzebami rzymskokatolickiej Diecezji Odesko-Symferopolskiej 7 maja 2018 roku został powołany na urząd Wikariusza Biskupiego ds. sztuki sakralnej i ochrony zabytków oraz ds. działalności charytatywnej i pomocy medycznej. W związku aktywnością w Zakonie Maltańskim, dekretem abpa Józefa Górzyńskiego skierowany został 1 grudnia 2020 roku do pięcioletniej pracy duszpasterskiej pośród Polonii na Malcie.

## Działalność publiczna

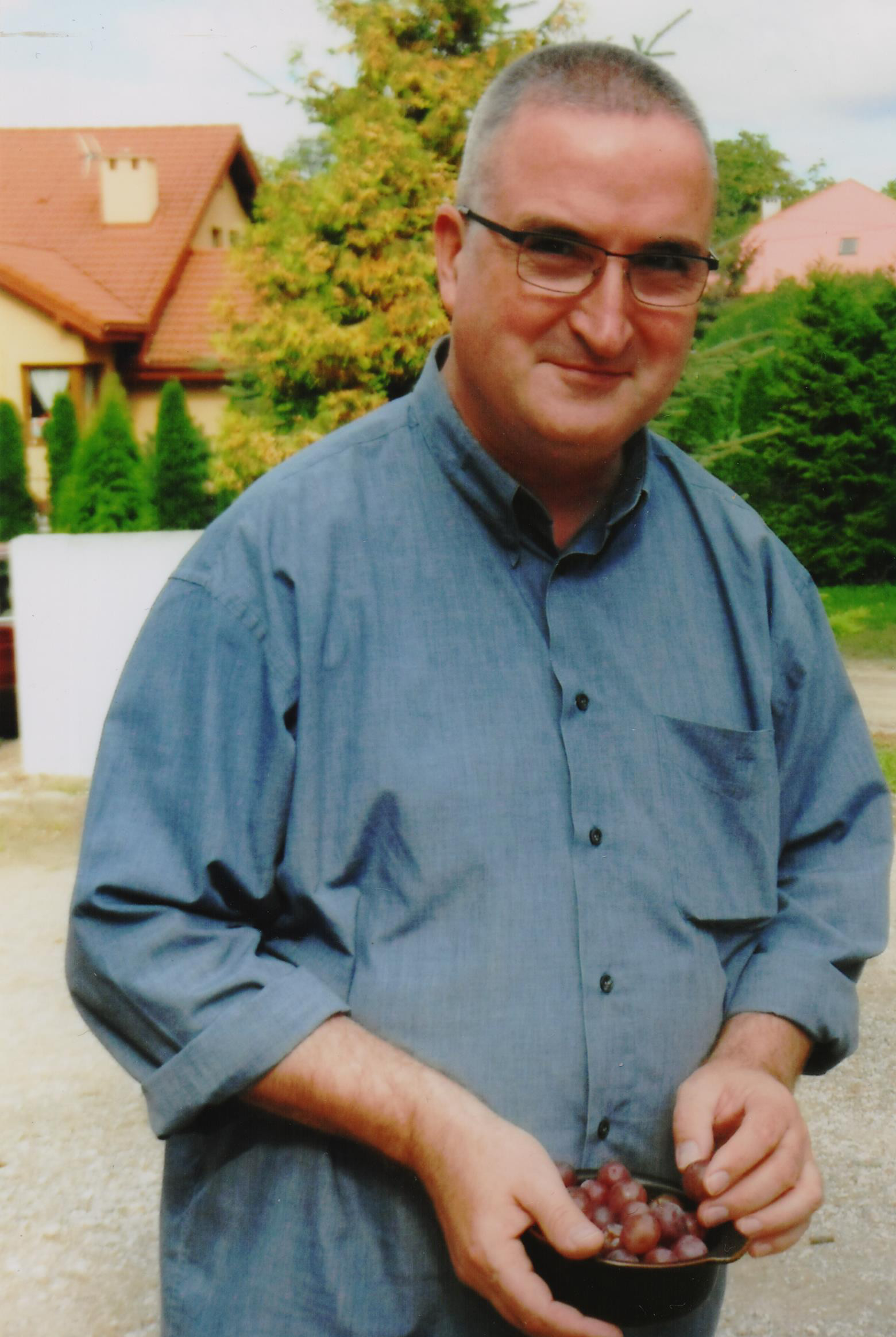
Ks. Błaszczyk (2015)

W kadencji 2012–2016 zasiada w Radzie Krajowej Władz Stowarzyszenia Wspólnota Polska. Wchodzi w skład Rady Fundacji Pomoc Polakom na Wschodzie. Jest Członkiem Rady Nadzorczej Fundacji Misja Medyczna oraz Fundacji Szpitalniczej Świętego Krzyża Bene Factum. Jako osoba proponowana przez Prezesa Zarządu Głównego Związku Ochotniczych Straży Pożarnych Rzeczypospolitej Polskiej wchodzi w skład Komisji ds. działalności organizacyjnej XIII kadencji ZG ZOSP RP. Przewodniczył w 2008 roku Misji Medycznej Związku Polskich Kawalerów Maltańskich w zniszczonej wojną Gruzji. Uczestniczył w polskiej misji medycznej w dotkniętym w 2010 roku trzęsieniem ziemi Haiti.
Pełnił rolę duszpasterza bliskich ofiar katastrofy smoleńskiej z 10 kwietnia 2010 roku podczas identyfikacji ciał w Moskwie.
Rektor, zorganizowanej z inicjatywy Stowarzyszenia Wspólnota Polska oraz Ministerstwa Zdrowia w lipcu 2011 roku, misji medycznej na Ukrainie i w Mołdawii.
Postanowieniami prezydenta RP Lecha Kaczyńskiego odznaczony został 5 maja 2009 roku Krzyżem Kawalerskim Orderu Odrodzenia Polski, 31 maja 2006 roku Złotym Krzyżem Zasługi. Odznaczony Krzyżem Pro Piis Meritis Zakonu Maltańskiego. W 2011 odznaczony Złotą Odznaką „Za zasługi w pracy penitencjarnej”, w 2008 roku za ratowanie życia i mienia Srebrną Odznaką „Zasłużony dla Ochrony Przeciwpożarowej”. W 2009 roku otrzymał nagrodę Ministra Zdrowia RP im. błogosławionego Gerarda w kategorii osób i instytucji wspierających oraz Odznakę Honorową za Zasługi dla Województwa Warmińsko-Mazurskiego. W 2014 został uhonorowany Krzyżem Oficerskim Orderu Wynalazczości nadanym przez Komisję Odznaczeń Królestwa Belgii.

## Pozostałe informacje
17 lutego 2001 został członkiem Towarzystwa Opieki nad Zabytkami. W 2003 toku uzyskał licencję sędziowską stopnia „0” sędziego ogólnosportowego Polskiego Związku Motorowego. Natomiast 8 czerwca 2003 roku zdobył patent sternika motorowodnego Polskiego Związku Motorowodnego i Narciarstwa Wodnego.

## Publikacje
- Henryk Błaszczyk: Głos eksperta. W: Czy harcerstwo jest dzisiaj potrzebne społeczeństwu i Państwu Polskiemu?. Warszawa: Fundacja Harcerstwa Drugiego Stulecia, 2012, s. 16–18.
- Henryk Błaszczyk: Przedmowa wydawcy. W: Georg Kellmann: Historia parafii Klebark Wielki jej wiosek i okolic. Klebark Wielki: Parafia Znalezienia Krzyża Świętego i Narodzenia Najświętszej Maryi Panny w Klebarku Wielkim, 2011, s. 8. ISBN 978-83-918968-1-5.
- Henryk Błaszczyk: Rachunek sumienia według Ośmiu Błogosławieństw. Radom: Suwerenny Rycerski Zakon Szpitalników Świętego Jana, z Jerozolimy, z Rodos i z Malty, 2011, seria: Bibliotheca Melitensis. Brak numerów stron w książce
- Henryk Błaszczyk: Wprowadzenie. W: Poczty specjalne i wydawnictwa Jasnogórskiej Fundacji Pro Patria i Poczty Kapelanatu ZPKM w roku 2011. Klebark Wielki: Poczta Kapelanatu ZPKM SMOM w Klebarku Wielkim, 2012, s. 3.
- Henryk Błaszczyk: Wprowadzenie. W: Poczty specjalne i wydawnictwa Poczty Kapelanatu ZPKM SMOM w Klebarku Wielkim w roku 2012. Klebark Wielki: Poczta Kapelanatu ZPKM SMOM w Klebarku Wielkim, 2013, s. 3.